# Schloss Schlachtegg
Schloss Schlachtegg, auch Rosenschloss Schlachtegg genannt, ist eine doppelgeschossige Zweiflügelanlage in Gundelfingen an der Donau im Landkreis Dillingen an der Donau. Es ist umgeben von einem kleinen Park und einer Schlossmauer.

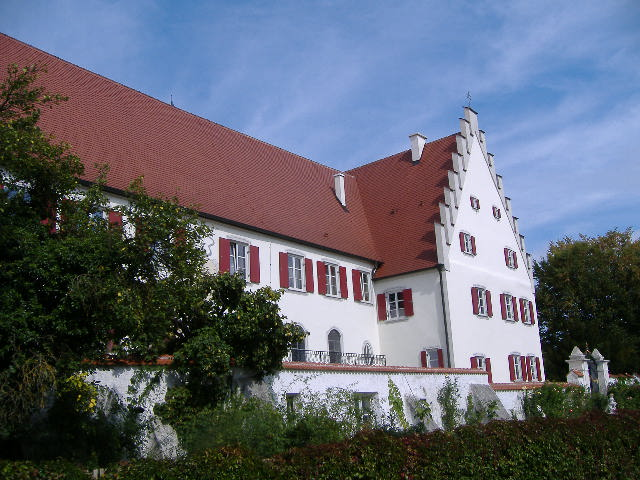
Die Südfront des Schlosses

## Namensherkunft
Der Name des Schlosses leitet sich nicht, wie ursprünglich angenommen, von „Kampf“ oder „Gefecht“ ab, vielmehr wird damit eine Dammaufschüttung bezeichnet, die aus der Nähe des Schlosses zur Brenz verständlich wird. „Schlachtegg“ – Namensdeutung: „Schlacht“ = Wasserwehr (a. d. Brenz) und „Egg“ – für jene Zeit typische Bezeichnung einer Burg bzw. eines Schlosses. Er wurde als Flurname auf die Ansiedlung übertragen.

## Geschichte

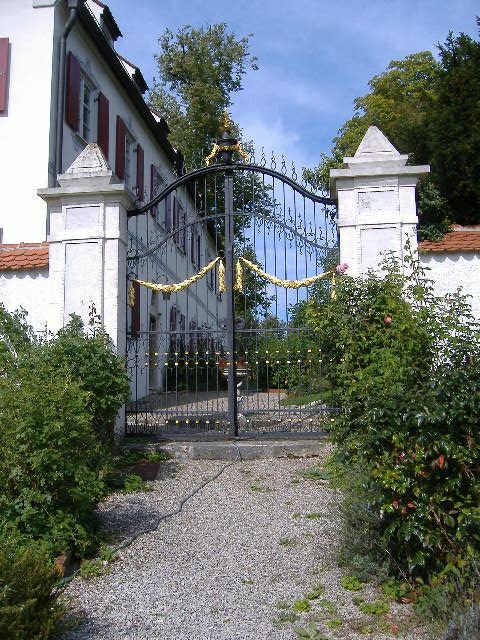
Schlossportal und Ostseite des Schlosses

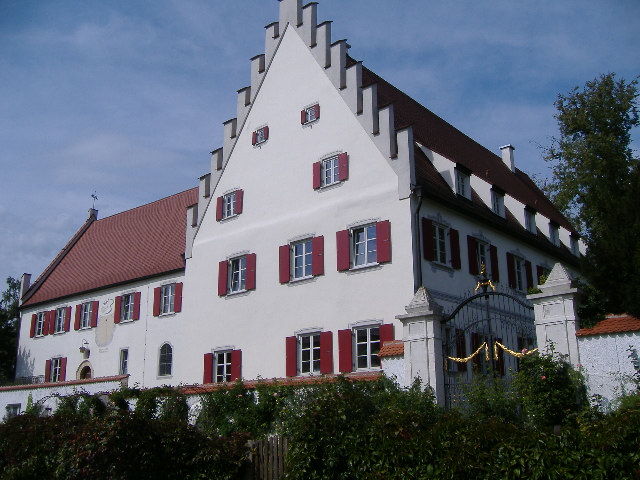
Südseite des Schlosses

Als Kapelle „Sankt Michaelem“ wurde das heutige „Rosenschloss Schlachtegg“ erstmals im Jahre 1270 urkundlich erwähnt. Anstelle der Kapelle wurde später ein Katharinenkloster errichtet. Die Seccomalerei an den Wänden der romanischen Kirche wurde bei der Sanierung wiederentdeckt.
Zwischen 1553 und 1560 entstand durch Umnutzung der Klostermauern ein schwäbisches Wohnschloss. 1555 wurde Schloss Schlachtegg durch Herzog Ottheinrich zum pfalzneuburgerischen Hofmarkt erklärt und somit eine selbstständige, von der Stadt Gundelfingen unabhängige Besitzung.
Aus der Bauzeit um 1566 stammt der Nordostflügel mit den zinnenbekrönten Giebel, während der rechtwinklig angelegte Ostwestflügel in der ersten Hälfte des 17. Jahrhunderts ergänzt wurde.
Um 1690 wurde wieder eine Kapelle in das Schloss eingebaut und zur Erinnerung an die alte Friedhofskirche dem Hl. Michael geweiht. Der Rokokostuckaltar mit dem Altarbild der „Maria Verkündigung“, sowie das „Michaelbildnis“ entstanden um 1760. Gotische Wandmalereien, die 1999 bei einer umfassenden Renovierung entdeckt wurden, legen den Schluss nahe, dass die frühere Friedhofskapelle St. Michael in den Ost-West-Flügel integriert wurde. Bei späteren Bauarbeiten wurde ein weiteres Altarbild „Maria und das Kind mit der Taube“ gefunden. Es stammt von der Franziskanerin Maria Innocentia Hummel, der Schöpferin der Hummel-Figuren.
Seit der Gründung von Schloss Schlachtegg war dessen Blüte und Niedergang eng mit den oft wechselnden Besitzern verbunden. Häufig wechselten die Schlossbesitzer, unter anderem war es im Besitz der gräflichen Familie Preysing-Lichtenegg. Nach einer Zeit als Alten- und Pflegeheim wurde das Schloss in den 1950er-Jahren ungenutzt seinem Schicksal überlassen. In dieser Zeit wurde das Inventar verkauft, geplündert und zerstört, so auch die Hauskapelle. Der Rokokoaltar blieb als Torso erhalten.
Jahrelang unbewohnt und heruntergekommen wurde das Schloss 1992 für den Fachverband deutscher Floristen der Landesverbände Bayern und Baden-Württemberg zur Begegnungsstätte und Kreativzentrum umgestaltet. 2020 verkaufte der Bayerische Landesverband das Rosenschloss an die ESTATIS-Gruppe aus Augsburg.